# 岡山縣公安委員會
岡山縣公安委員会（日语：／ Okayamaken kō'an-i'inkai */?）是由岡山縣知事所轄，負責管理岡山縣警察的行政委員會，由5名委員組成。

## 委員
- 委員長
  - 正野隆士
- 委員
  - 難波正義
  - 野﨑泰彦
  - 江原良貴
  - 森貞和子

## 下部組織
- 岡山縣警察

## 外部連結
- 岡山県公安委員会 （页面存档备份，存于）